# That’s Life (песня)
«That’s Life» — песня, которая была написана Дином Кей и Келли Гордон и впервые записанная в 1963 году Марион Монтгомери. Самая известная версия исполнена Фрэнком Синатра и выпущена на его одноименном альбоме 1966 года. Синатра записал песню, услышав более раннюю кавер-версию песни О. С. Смит; песня оказалась успешной и достигла четвертого места в чарте синглов Billboard Hot 100. После успеха версии Синатры, версии песен были записаны многими певцами, включая Арету Франклин, Джеймса Букера, Ширли Бэсси, Джеймса Брауна, Ван Моррисона, Дэвида Ли Рота, Майкла Болтона, Майкла Бубле, Рассела Уотсона, Дину Мартин и Холта МакКаллани , Версия Синатры появилась в фильме 1993 года «Сказка о бронксе», фильме «Джокер» в 2019 году, видеоигре «Tony Hawk’s Underground 2» 2004 года и в шестом сезоне сериала «Бруклин 9-9», в то время как обложка Боно была на саундтреке к фильму «Хороший вор» (2002).

## Кавер-версии

### Версия Фрэнка Синатры
Хотя «That’s Life» впервые была записана Марион Монтгомери, песня привлекла внимание Фрэнка Синатры, когда он услышал версию О. С. Смита в своей машине в 1965 году. Он остановил машину, позвонил своей дочери Нэнси и сказал ей найти издателя песни, потому что он хотел ее записать; она это сделала. Синатра впервые исполнил песню в своем телевизионном спецвыпуске «Человек и его музыка - часть II» в 1966 году в аранжировке Нельсона Риддла.
Записанная версия была саранжирована Эрни Фриманом, а спродюсирована Джимми Боуэном. Трио уже работало в 1966 году над «Strangers in the Night», который принес Синатре премию Грэмми за лучший мужской вокал. Бэк-вокалистами для «That’s Life» были: Би Джей Бейкер, Гвен Джонсон и Джеки Уорд.